# Brody Dalle
Brody Dalle (født d. 1. januar 1979 i Fitzroy, Melbourne, Australien) er sangerinde i det amerikanske rock-band Spinnerette og tidligere sangerinde i det amerikanske punk rock-band The Distillers. Hendes rigtige navn er Bree Joanna Alice Robinson. Hun er kendt for sin stærke rå stemme, som til tider kan lyde maskulin. Dalle er gennem årene også blevet kaldt "den nye Courtney Love".
Som ung blev Dalle smidt ud fra 4 skoler, og blev sendt til en katolsk institution. Hun startede sit eget band, Sourpuss, som fik en okay fanskare, og spillede sammen med Beastie Boys og Sonic Youth på en australsk festival. Dalle mødte Tim Armstrong fra Rancid som 16-årig på denne festival. Kort tid efter hun blev 18 giftede de sig, og Dalle tog Armstrong som efternavn. Dalle flyttede derefter fra Melbourne til Los Angeles og dannede der The Distillers
Dalle og Armstrong blev skilt i 2003, og Dalle tog som følge deraf efternavnet fra hendes ynglingsskuespillerinde, Béatrice Dalle fra filmen Betty Blue. Efter skilsmissen blev Dalle et udskud på den amerikanske punk/rock-scene, og sangen The Gallow is God handler om hendes tid som udskud. 
Hun er nu gift med Queens of the Stone Age-sangeren Joshua Homme, og hun fødte deres første barn, Camille Homme, d. 17. januar 2006